# دليل الصديقات للطلاق
دليل الصديقات للطلاق (بالإنجليزية: Girlfriends' Guide to Divorce) هو مسلسل كوميدي دراما أمريكي من تطوير مارتي نوكسون لصالح شبكة الكابل الأمريكية برافو. المسلسل مبني على سلسلة كتب من تأليف فيكي إيوفين. المسلسل من بطولة ليسا إدلستين، بو غاريت، نيكار صديقان، آلانا أوباش وبول أدلستين.
عٌرض أول حلقة من المسلسل في 2 ديسمبر 2014، وحققت الحلقة الأولى 1.04 مليون مشاهدة. كان الاستقبال النقدي للمسلسل إيجابيًا بشكل عام في البداية، مع إشادة خاصة بأداء ليسا إدلستين. تم تجديد المسلسل لموسم ثاني عرض في 1 ديسمبر 2015  وفي 13 أبريل 2016 أعلنت شبكة برافو عن تجديد المسلسل لموسم ثالث، رابع وخامس. في 5 أغسطس 2016 أعلن بأن الموسم الخامس سيكون الأخير.
في 2021، تم إنتاج نسخه عربيه تحت اسم قواعد الطلاق ال 45 من بطوله إنجي المقدم، صدقي صخر، إنجي أبو زيد وهيدي كرم وعمر الشناوي وجيهان الشماشرجي وسالي شاهين.

## القصة
قصة المسلسل حول الشابة ديب عارضة الأزياء التي تعرضت لحادث سير وتوفيت، لكن روحها تسكن في جسد محاميه تدعى جين.

## مواسم
| موسم | موسم | عدد الحلقات | العرض الأول   | العرض الأول    |
| موسم | موسم | عدد الحلقات | بداية الموسم  | نهاية الموسم   |
| ---- | ---- | ----------- | ------------- | -------------- |
|      | 1    | 13          | 2 ديسمبر 2014 | 24 فبراير 2015 |
|      | 2    | 13          | 1 ديسمبر 2015 | 23 فبراير 2016 |
|      | 3    | 7           | 11 يناير 2017 | 22 فبراير 2017 |
|      | 4    | 6           | 17 أغسطس 2017 | 21 سبتمبر 2017 |
|      | 5    | 6           | 14 يونيو 2018 | 19 يوليو 2018  |

## اقتباسات
- قواعد الطلاق ال 45

## روابط خارجية
- دليل الصديقات للطلاق على موقع IMDb (الإنجليزية)
- دليل الصديقات للطلاق على موقع ميتاكريتيك (الإنجليزية)
- دليل الصديقات للطلاق على موقع روتن توميتوز (الإنجليزية)
- دليل الصديقات للطلاق على موقع نتفليكس (الإنجليزية)
- دليل الصديقات للطلاق على موقع فيلمافينيتي (الإسبانية)
- دليل الصديقات للطلاق على موقع كينوبويسك (الروسية)
- دليل الصديقات للطلاق على موقع ألو سيني (الفرنسية)
- دليل الصديقات للطلاق على موقع قاعدة بيانات الفيلم (الإنجليزية)